# Rio Kamenice

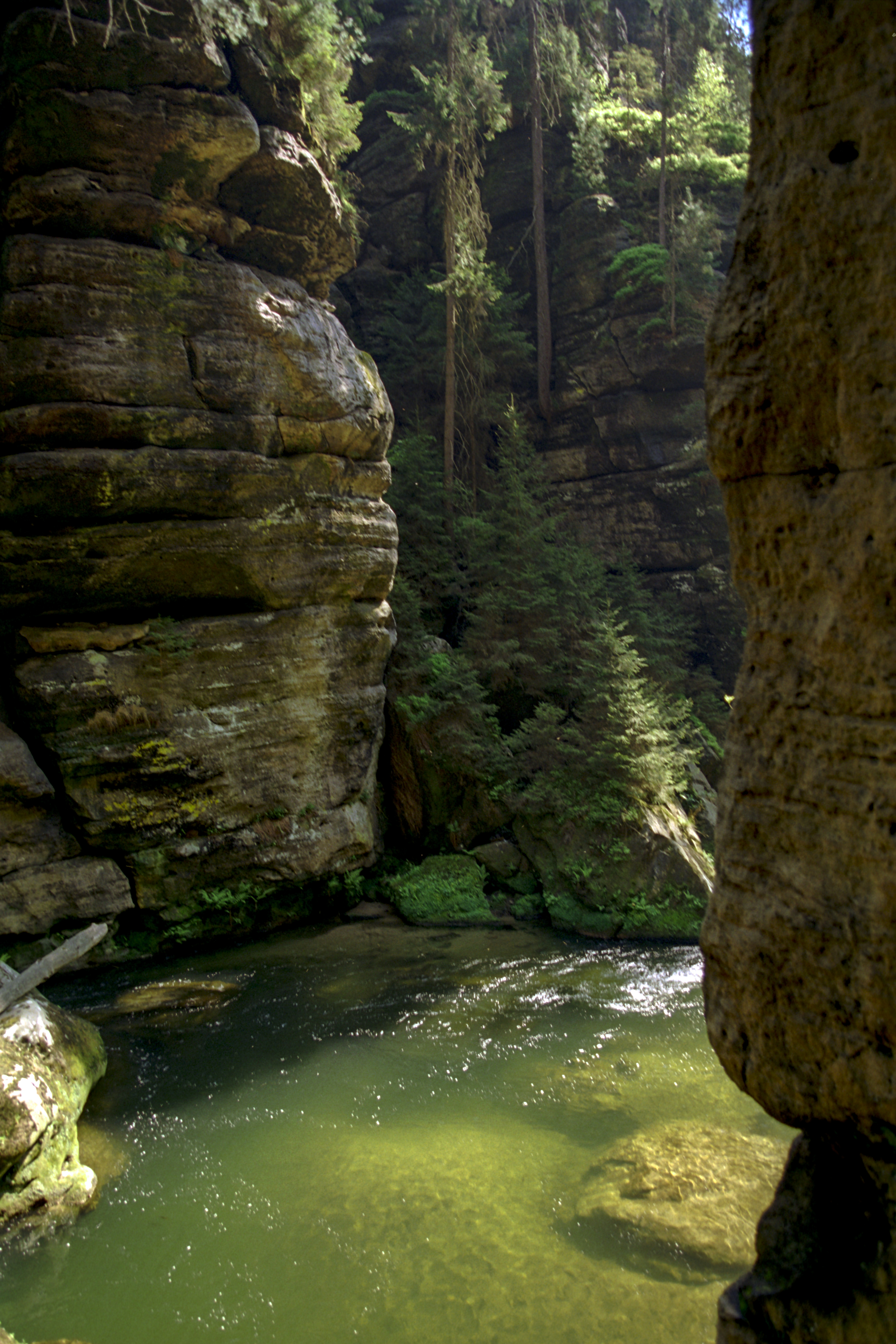
Canyons do rio Kamenice.

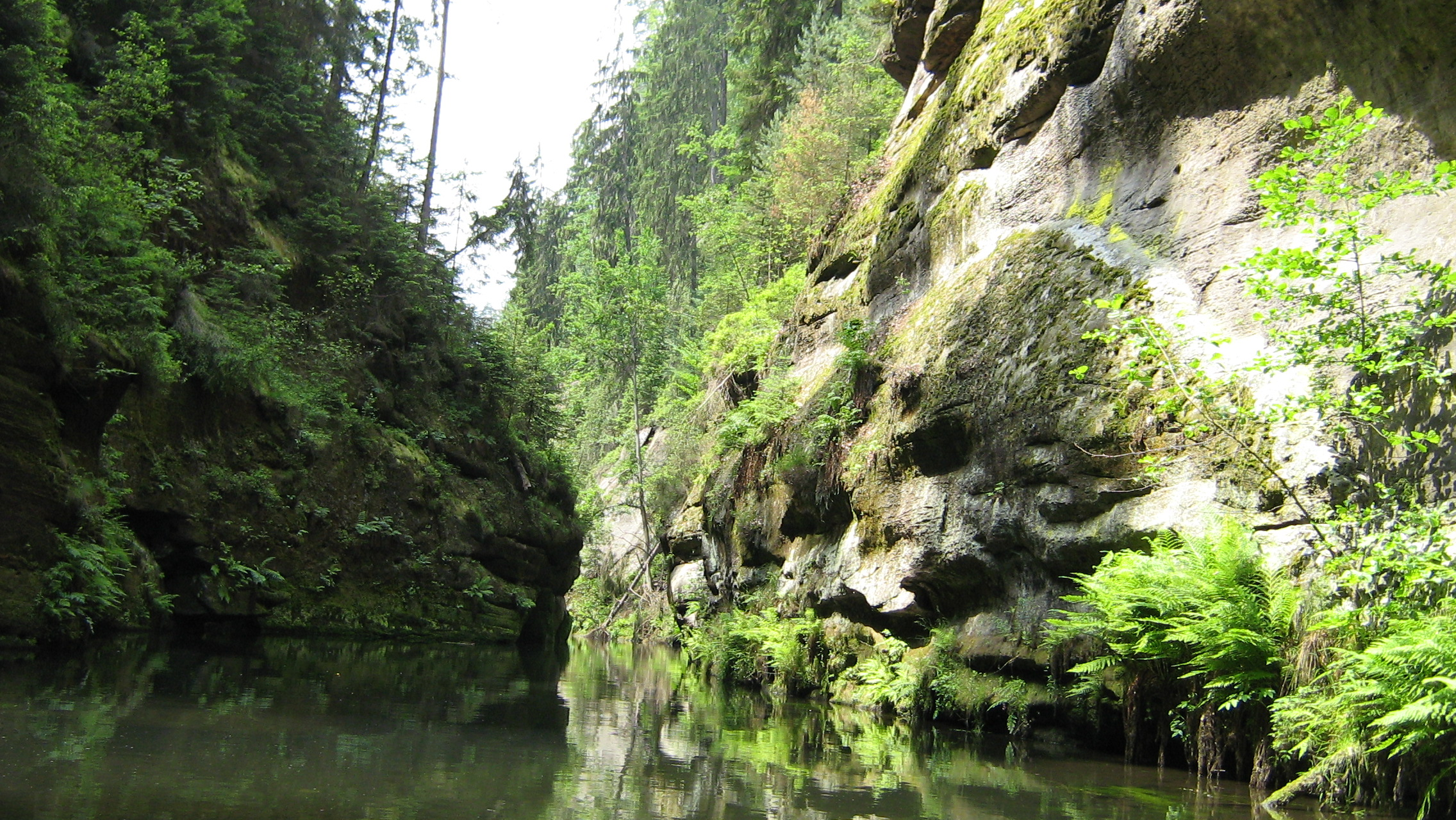
O Rio Kamenice

Kamenice (Alemão: Kamnitz) é um rio de 35,6 km de comprimento no Distrito de Děčín, no noroeste da República Checa. Ele se origina das Montanhas Lužické e flui através do parque nacional Boémio da Suíça, onde deságua-se no Rio Elba, em Hřensko. Coordenadas: 50° 52′ 27″ N, 14° 14′ 10″ L.